# Montgomery County (Tennessee)
Montgomery County ist ein County im Bundesstaat Tennessee der Vereinigten Staaten. Das U.S. Census Bureau hat bei der Volkszählung 2020 eine Einwohnerzahl von 220.069 ermittelt. Der Verwaltungssitz (County Seat) ist Clarksville.

## Geographie
Das County liegt im Nordwesten von Tennessee, grenzt im Norden an Kentucky und hat eine Fläche von 1409 Quadratkilometern, wovon 12 Quadratkilometer Wasserfläche sind. Es grenzt im Uhrzeigersinn an folgende Countys: Christian County (Kentucky), Todd County (Kentucky), Robertson County, Cheatham County, Dickson County, Houston County und Stewart County.
Das County liegt in einer Karstlandschaft. Im Dunbar State Park befindet sich die Dunbar Cave, eine vielbesuchte Karsthöhle.

### Ortschaften

#### Verwaltungssitz
- City of Clarksville

#### Siedlungen
- Cunningham
- Dotsonville
- Excell
- Fredonia
- Needmore
- New Providence
- Oakwood
- Oakridge
- Orgains Crossroads
- Palmyra
- Port Royal
- Sango
- Southside
- Shiloh
- Rossview
- Saint Bethlehem
- Sailors Rest
- Tarsus
- Woodlawn

## Geschichte
Montgomery County wurde am 9. April 1796 aus Land des Tennessee-Territoriums gebildet. Benannt wurde es nach John Montgomery, einen Siedler, Colonel im Unabhängigkeitskrieg und Führer der Nickajack Expedition gegen die Creek-Indianer.

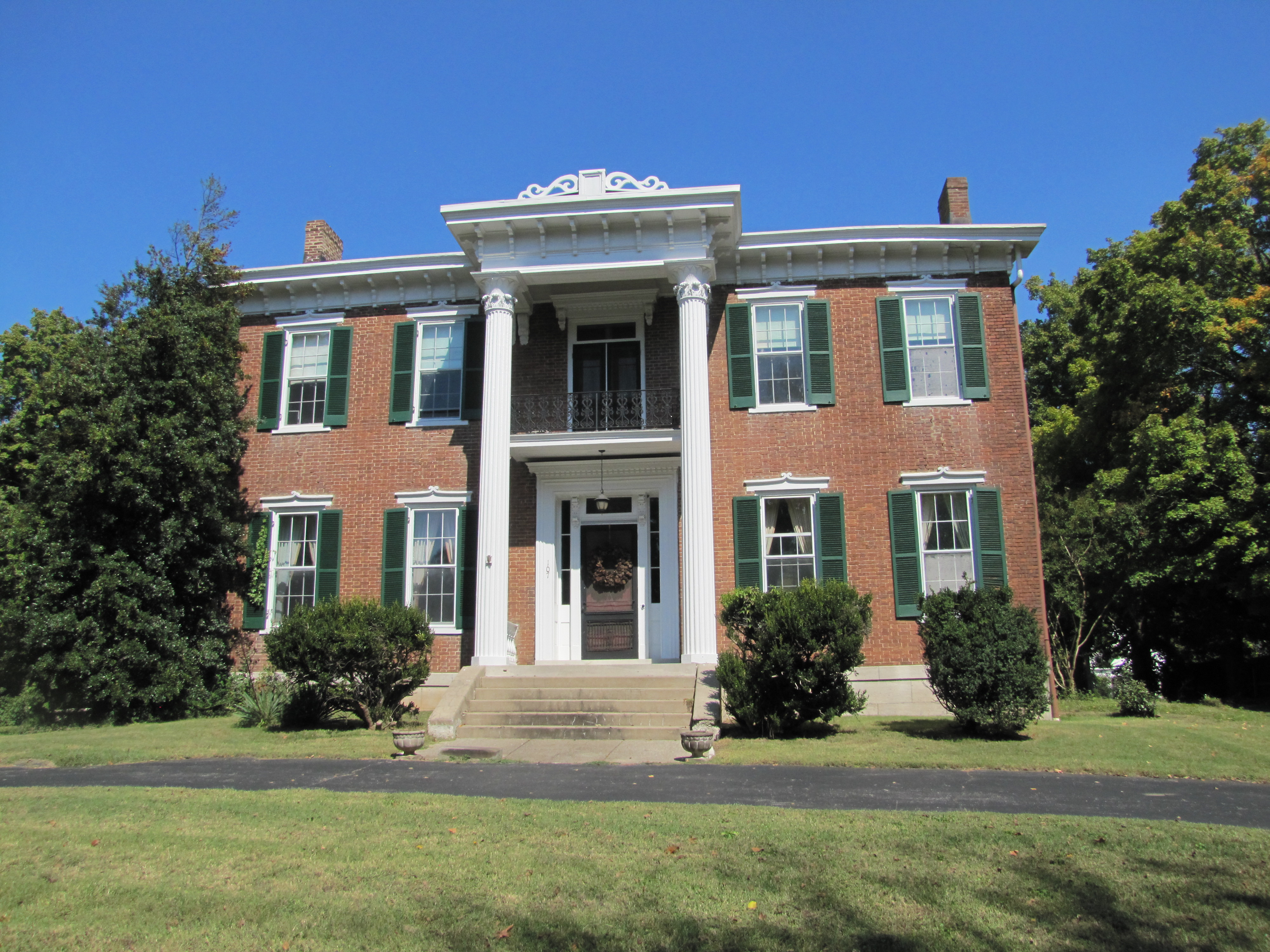
Das Oak Top ist einer von 52 Einträgen des Countys im NRHP.

52 Bauwerke und Stätten des Countys sind im National Register of Historic Places (NRHP) eingetragen (Stand 26. August 2018).

## Demografische Daten

Alterspyramide Montgomery County

Nach der Volkszählung im Jahr 2000 lebten im Montgomery County 134.768 Menschen in 48.330 Haushalten und 35.957 Familien. Die Bevölkerungsdichte betrug 96 Einwohner pro Quadratkilometer. Ethnisch betrachtet setzte sich die Bevölkerung zusammen aus 73,17 Prozent Weißen, 19,18 Prozent Afroamerikanern, 0,53 Prozent amerikanischen Ureinwohnern, 1,82 Prozent Asiaten, 0,21 Prozent Bewohnern aus dem pazifischen Inselraum und 2,18 Prozent aus anderen ethnischen Gruppen; 2,91 Prozent stammten von zwei oder mehr Ethnien ab. 5,16 Prozent der Bevölkerung waren spanischer oder lateinamerikanischer Abstammung.
Von den 48.330 Haushalten hatten 40,7 Prozent Kinder und Jugendliche unter 18 Jahre, die bei ihnen lebten. 58,7 Prozent waren verheiratete, zusammenlebende Paare, 12,2 Prozent waren allein erziehende Mütter und 25,6 Prozent waren keine Familien. 20,2 Prozent waren Singlehaushalte und in 5,5 Prozent lebten Personen im Alter von 65 Jahren oder darüber. Die Durchschnittshaushaltsgröße betrug 2,70 und die durchschnittliche Haushaltsgröße betrug 3,11 Personen.
28,4 Prozent der Bevölkerung waren unter 18 Jahre alt, 12,3 Prozent zwischen 18 und 24, 34,3 Prozent zwischen 25 und 44, 17,2 Prozent zwischen 45 und 64 und 7,8 Prozent waren älter als 65. Das Durchschnittsalter betrug 30 Jahre. Auf 100 weibliche Personen kamen statistisch 101,2 männliche Personen und auf 100 Frauen im Alter von 18 Jahren und darüber kamen 98,8 Männer.
Das jährliche Durchschnittseinkommen eines Haushalts betrug 38.981 USD, das Durchschnittseinkommen der Familien betrug 43.023 USD. Männer hatten ein Durchschnittseinkommen von 30.696 USD, Frauen 22.581 USD. Das Prokopfeinkommen betrug 17.265 USD. 7,9 Prozent der Familien und 10,0 Prozent der Einwohner lebten unterhalb der Armutsgrenze.